# Hand werk
hand werk ([`hand vɛrk]) ist ein deutsches Kammermusikensemble für zeitgenössische Musik mit Sitz in Köln.

## Beschreibung
Das 2011 gegründete Ensemble widmet sich der undirigierten Kammermusik, in der die Musiker gleichberechtigt für ein Gesamtkonzept von Musikalität und Performance eintreten.

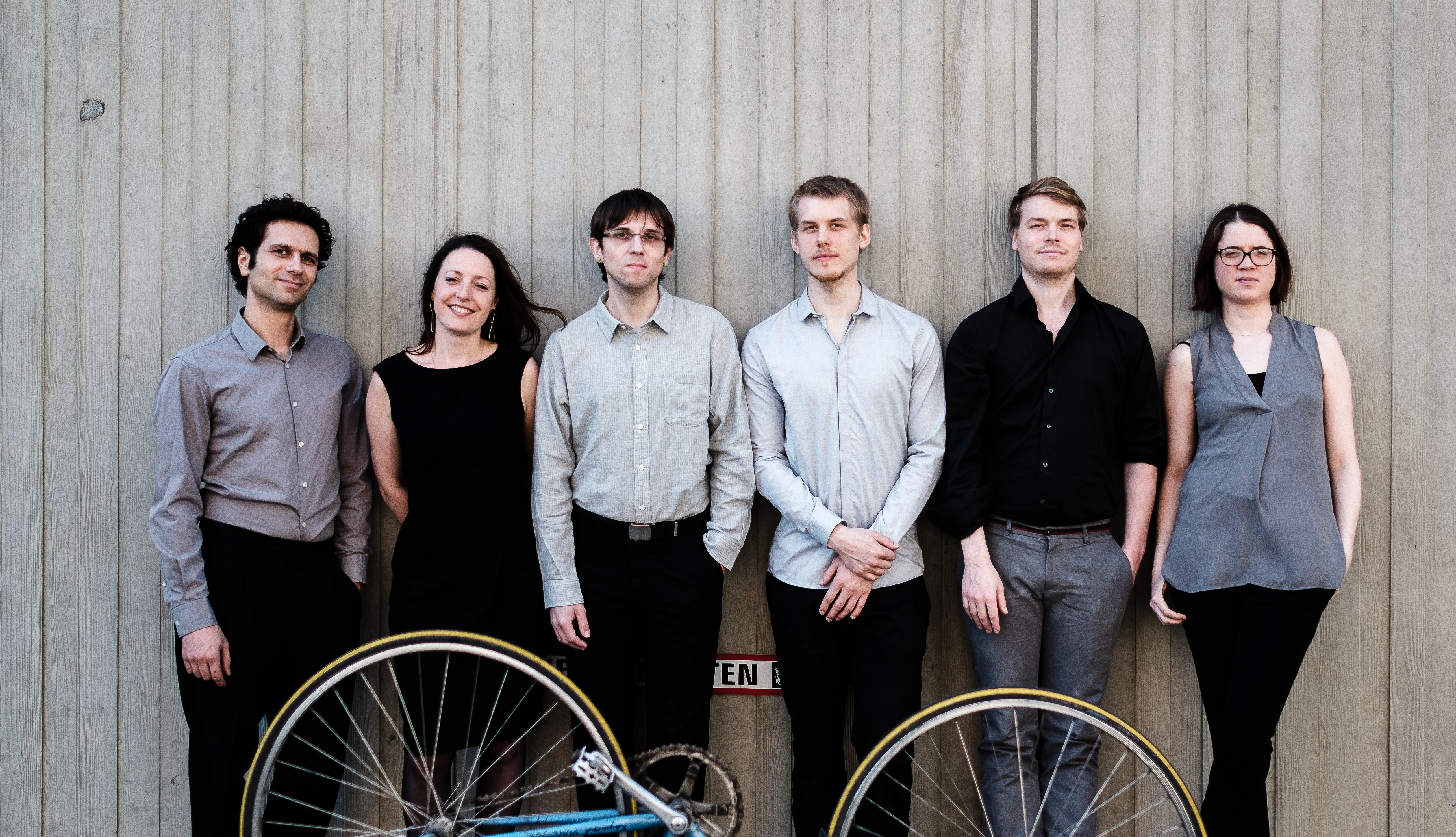
Ensemble hand werk

Um mit der Pierrot-Besetzung nicht nur die klassisch komponierten Werke zu ermöglichen, wählt hand werk aus einem Repertoire an Stücken für außergewöhnliche Instrumente, wie etwa Alltagsgegenstände (Tische, Luftballons, Stimme etc.), und elektronische Instrumente. Durch die Vielfalt der Werke und die Zusammenarbeit mit anderen Kulturschaffenden bewegt sich hand werk in interdisziplinären Projekten auch in Bereichen der experimentellen Kunst, der Performance sowie dem Musiktheater.

hand werk hat bei den Festivals Wittener Tagen für Neue Kammermusik, den Darmstädter Ferienkursen, Acht Brücken Köln, Zagreb Biennale, Klangzeit Münster, NOW! Festival Essen, Klangwerkstatt Berlin, impuls in Graz, Gaudeamus in Utrecht, Ultraschall Berlin, Transart Festival, Warschauer Herbst sowie bei Konzertreihen europäischer Städte gespielt. Das Ensemble agiert international und spielte u. a. eine Libanon-Tournee, verformte in Tel Aviv, Israel, in den USA, Südamerika, in verschiedenen Ländern Asiens sowie auf Konzertreisen nach Singapur und Australien. hand werk forciert die grenzüberschreitende Zusammenarbeit mit anderen Ensembles zeitgenössischer Musik, und ist darüber hinaus regelmäßig mit eigenen, oft interdisziplinären Produktionen präsent wie der eigenen Konzertreihe hwXXc_ in Köln.

## Mitglieder
Daniel Agi (Flöte), Heni Hyunjung Kim (Klarinette), Jae A Shin (Violine), Niklas Seidl (Violoncello), Thibaut Surugue (Klavier), Moritz Koch (Schlagzeug)

## Ensemblename
Der von Richard Sennetts Buch Handwerk (2007) inspirierte Name verweist auf das Aufgreifen einer Tradition, in der ein Handwerk mit der Intention gepflegt wird, ein Produkt mit größtmöglicher Sorgfalt und zunächst nur um des Machens willen herzustellen, ohne dabei auf Produktionseffizienz und das Verkaufspotential fokussiert zu sein. Das Produkt selbst als Qualitätsware steht im Vordergrund, wobei Qualitätsware neben technischer Präzision bei hand werk immer auch mit Ausdruck und Interpretation produziert wird.

## Diskographie
hand werk war bisher an der Produktion mehrerer CDs beteiligt:
- Timothy McCormack: Apparatus / Myunghoon Park: Seeds (Wittener Tage Für Neue Kammermusik, Kulturforum Witten 2012)
- kurzwelle (ON – Neue Musik Köln, 2017)
- Lisa Streich: Pietà (Wergo, 2018)
- Sergej Maingardt: Rush (Wergo, 2021)